# Хлотар III
Хлотар III (фр. Clotaire III, лат. Chlotarius, 650-673) — король Нейстрії та Бургундії, син Хлодвіга II з династії Меровінгів.
Хлотар став королем у 658 році, коли помер його батько. Так як він вступив на престол у віці 6 років, то від його імені керувала державою його мати королева-регент Батильда. Реальною владою розпоряджався мажордом Ерхіноальд. Згідно з «Historia Langobardorum» на початку 660-х років франки напали на Прованс, а далі вторглися в Італію у Ломбардію. Вони розгромили та пограбували табір лангобардів, проте їхньому королю Грімоальду I вдалося втекти. Згодом він повернувся зі свіжими силами та відтіснив франків назад у Нестрію. У 661 році міста франків спустошила епідемія чуми.
Протягом 661—662 років Хлотар III був королем Австразії, поки трон не перейшов до іншого сина Хлодвіга II Хільдеріку II. Коли Хлотар став повнолітнім, мажордом Ерхіноальд відправив королеву Батильду у монастир.
Навесні 673 року Хлотар III помер від чуми. Похований у базиліці абатства Сен-Дені. Королем став його рідний брат Теодоріх III.